# All-Pro Basketball
All-Pro Basketball känd som Zenbei !! Pro Basketball i Japan, är ett basketspelspel utvecklat av Aicom och publicerat av Vic Tokai för Nintendo Entertainment System. Det spelas med två lag med fem spelare på en basketbollplan i full längd och en lista med åtta olika fiktiva lag.

## Basketlag
- New York Slicks (New York Knickerbockers)
- Chicago Zephyrs (Chicago Bulls)
- Boston Redcoats (Boston Celtics)
- Los Angeles Breakers (Los Angeles Lakers)
- Dallas Stallions (Dallas Mavericks)
- Phoenix Wings (Phoenix Suns)
- Seattle Sonics (Seattle SuperSonics)
- San Francisco Bayriders (Golden State Warriors)